# Салаватский сельсовет (Салаватский район)
Салаватский сельсовет — муниципальное образование в Салаватском районе Башкортостана.
Административный центр — село Малояз.

## История
Согласно Закону о границах, статусе и административных центрах муниципальных образований в Республике Башкортостан имеет статус сельского поселения.

## Население
| 2002  | 2009  | 2010  | 2012  | 2013  | 2014  | 2015  |
| ----- | ----- | ----- | ----- | ----- | ----- | ----- |
| 5009  | ↗5550 | ↘5133 | ↘5019 | ↘5016 | ↘4972 | ↘4969 |
| 2016  | 2017  | 2018  |       |       |       |       |
| ↘4919 | ↗5005 | ↗5024 |       |       |       |       |

## Состав сельского поселения
| № | Населённый пункт | Тип населённого пункта       | Население |
| - | ---------------- | ---------------------------- | --------- |
| 1 | Малояз           | село, административный центр | ↗5124     |
| 2 | Калмакларово     | деревня                      | ↘208      |
| 3 | Кызырбак         | деревня                      | ↘11       |

## Известные уроженцы
- Исанбет, Наки (29 декабря 1899 — 12 сентября 1992) — татарский писатель, поэт, драматург, прозаик, учёный-фольклорист и филолог, составитель татарских словарей[16][17].

## Достопримечательности
- Музей Салавата Юлаева — музей Салавата Юлаева, башкирского национального героя, в селе Малояз, открыт 15 июня 1991 года. В основу композиции заложена конструкция башкирской юрты. Экспозиция музея рассказывает о судьбе поэта Салавата Юлаева. Представлены предметы убранства башкирские юрты, одежда, орудия труда, утварь; выделены седло и сабля, по преданию, принадлежавшие Салавату[18][19][20].